# Henryk Purzycki
Henryk Stanisław Purzycki (ur. 10 marca 1908 w Chrostowie-Brońkach, zm. 1 czerwca 1989 w Różanie) - lekarz, autor powieści Trzecie pokolenie opisującej lata szkolne spędzone w Filologicznym Gimnazjum Męskim im. ks. Piotra Skargi w Pułtusku.

## Życiorys
Urodził się we wsi Chrostowo-Brońki w powiecie przasnyskim. Po pożarze rodowej posiadłości wraz z rodziną przeniósł się do Pułtuska, gdzie uczęszczał do Filologicznego Gimnazjum Męskiego im. ks. Piotra Skargi i w 1927 zdał egzamin dojrzałości. Studia medyczne ukończył w 1938 na Uniwersytecie Józefa Piłsudskiego w Warszawie. W 1939 zamieszkał w Różanie. Pełnił funkcję kierownika tamtejszego ośrodka zdrowia. Pracował, jako lekarz internista również w wielu innych miastach województwa mazowieckiego. W 1972 wypadek zmusił go do przerwania pracy zawodowej. W latach 1978–79 spisał w powieści Trzecie pokolenie swoje wspomnienia z okresu nauki w gimnazjum w Pułtusku. Powieść ta została wydana po śmierci autora, w 2007, jako wyróżniona w konkursie Mazowiecka Akademia Książki organizowanym przez Mazowieckie Centrum Kultury i Sztuki (obecnie MIK).